# Club de Mar de Castropol
Maillots
Le Club de Mer de Castropol est une société qui se consacre à l'aviron. Fondée en 1949 elle a son siège à Castropol (Asturies, Espagne), sur les bords de la ria de l'Eo. Par sa durée et son niveau de parcours sportif il est un des principaux clubs d'aviron espagnols.
Ses couleurs sont la chemisette de couleur verte avec une bande blanche horizontale à la hauteur la poitrine, aux couleurs du drapeau de Castropol, et un blason qui inclut les armes municipales avec trois éléments marins (ancre, bouées de sauvetage et avirons) et la graphie de son nom dans le type de lettre appelé Bauhaus.

## Origines et évolution

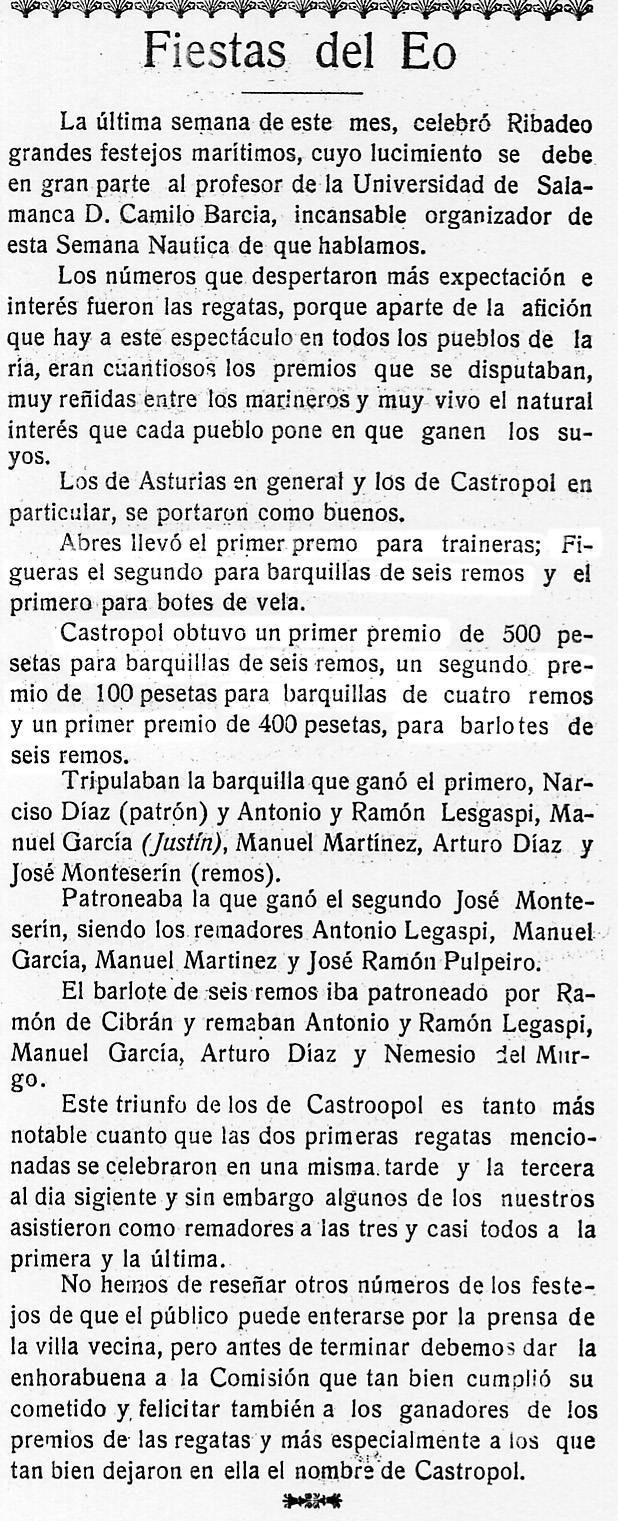
Compte rendu des régates a rame disputées à Ribadeo en aout 1923.

Comme dans beaucoup d'autres villes côtières, à Castropol avaient lieu des régates de barques à aviron au moins depuis le XIXe siècle, mais c'est celles qui se sont déroulées dans les premières décennies du XXe qui restent en mémoire éternelle, principalement due aux histoires de l'auteur Pedro G. Arias, qui est arrivé à participer à ces dernières comme barreur de La Bala, le plus mémorable des bateaux "castropolenses" (gentilé castillan de Castropol) de cette époque.
Toutefois les différences entre les bateaux, n'ayant pas été construits spécifiquement pour la compétition, étaient dans toutes parties des causes permanentes de discussions enflammées, dans lesquelles les vaincus essayaient de chercher des excuses à leur défaite. Pour cette raison, après la guerre civile, la Fédération espagnole d'aviron a étendu sa réglementation aux bateaux traditionnels et a défini les caractéristiques de trois types : le batel, la trainerilla et la traînière.
En 1949 cette nouvelle réglementation a été acceptée par les villes de la zone asturo-galicienne, et le 25 juillet Castropol étrennait son premier batel. Le club a commencé, donc, exclusivement dans cette discipline de l'aviron dit de banc fixe. En 1961 il débute dans celle des trainerillas, en 1962 dans celle des trainières et en 1977 est passé aux disciplines de banc mobile (aviron olympique). Depuis lors le club participe dans toutes ces disciplines et dans toutes les catégories, accumulant un palmarès impressionnant, y compris de nombreux titres de Champion d'Espagne, et fournissant des rameurs aux équipes nationales d'Espagne dans des championnats du monde et les Jeux olympiques.
En août 1971 un incendie dans le magasin du club a détruit tous les bateaux et a laissé le club dans une précarité totale. Mais seulement quatre jours après l'événement, Castropol, avec un bateau prêté, a disputé la régate du Drapeau de Santander. C'était tout un symbole de la volonté du club, et de tout un peuple, pour avoir surmonté le désastre. Toutefois dans la partie matériel la récupération n'a pas été totale jusqu'à ce qu'en 1985, grâce au financement du gouvernement de la Principauté des Asturies, on construise un nouveau bâtiment qui inclut un gymnase et une piscine d'entraînement.
En d'autres termes, le club est né pour encadrer la présence des rameurs de Castropol dans les régates de batels disputées dans la ria de l'Eo à partir de 1949, qui levaient une expectation énorme dans toute la zone asturo-galicienne proche. La passion énorme autour d'elles a continué durant les années suivantes, renforcé dans le cas de Castropol par une rivalité aggravée avec Ribadeo et des résultats croissant prometteurs qui ont terminé dans les deux vice-championnats nationaux obtenus en 1951 et 1953. À partir de 1954 le désistement de Ribadeo (la ville de l'Eo plus grande sinon meilleure, en ressources humaines, organisatitionnelles et financières qu'il pouvait consacrer, et de fait qu'il a consacré, à l'aviron) a pratiquement laissé sans rival proche de Castropol, qu'il a depuis lors commencé à voler seul sur le terrain des rameurs espagnols, et à aussi à l'international. Dans une trajectoire qui depuis les festivités locales de Santiago (Saint Jacques) et de San Roque (Saint Rock) de 1949, en passant par les régates de trainières plus argentées des capitales galiciennes, cantabres ou basques, a conduit à la présence de rameurs "castropolenses" dans les Jeux olympiques de Barcelone, d'Atlanta et de Sydney.
On calcule que le Club de Mar de Castropol a participé tout au long de son histoire à quelque 1.200 régates.

## Batels

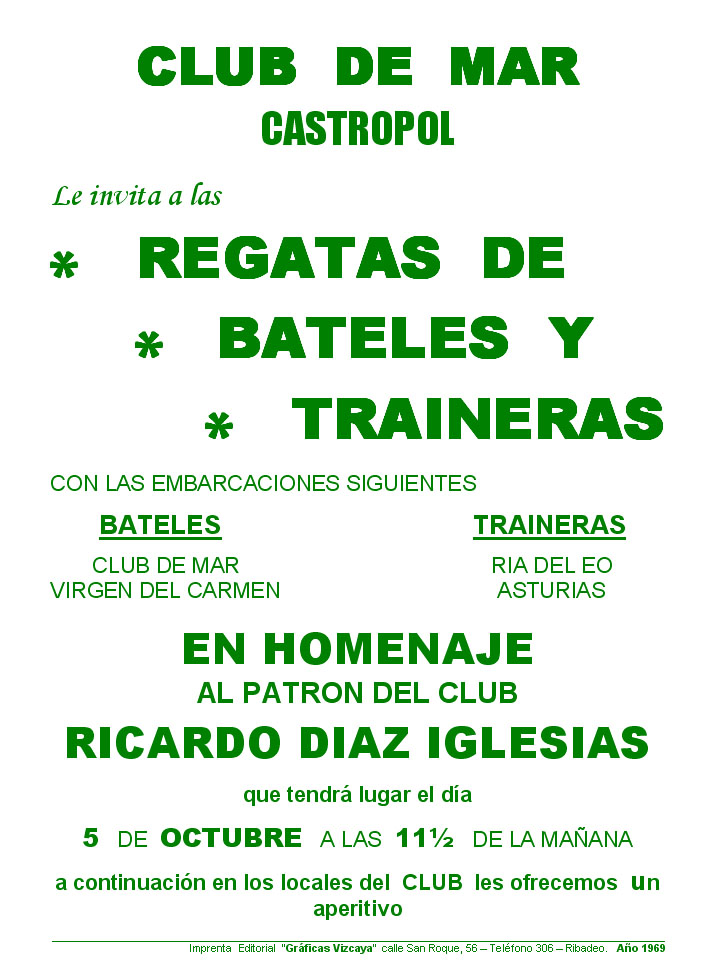
Affiche des régates disputées en 1969 en honneur de Ricardín.

Le Club de Mar de Castropol a été fondé, donc, par et pour les batels, et même si le spectacle de la modernité et la répercussion dans les médias des régates de trainières et la projection internationale du banc mobile ont "terni" jusqu'à un certain point les autres disciplines, pendant de nombreuses années dire aviron était pratiquement dire batels, et non seulement dans la ria de l'Eo.
Le batel, avec seulement quatre rameurs, permettait de former un équipage sans grand problème même à partir de petites villes, et Castropol, Ribadeo, Abres, Vegadeo, Figueras, El Espín et Navia l'ont fait, parfois en double ou triple embarcation. Avec une plus grande ou plus petite certitude et un succès, ces villes concourraient entre elles, et aussi, parfois comme les Championnats des Asturies ou des Descentes de l'Eo avec les puissances centro-asturiennes de l'époque, Soto del Barco et Avilés. Les meilleurs de tous accédaient à des compétitions de niveau national, comme le Trophée San Isidro de Madrid, la Coupe de Falanges del Mar, celle d'Educación y Descanso, ou, surtout, les Championnats d'Espagne. Il a participé dans ces compétitions nationales de batels où Castropol a commencé à se situer en première ligne de l'aviron espagnol, particulièrement dans les premières moitiés des années 1950 et 60.
Jusqu'aux années quatre-vingt la majorité des régates de batels étaient de huit longueurs, ce qui faisait que les ciabogas (au nombre de sept, avec la particularité que la longueur étant seulement de 250 mètres toutes les manœuvres étaient clairement visibles par le public) étaient une partie essentielle tant pour le spectacle que du résultat de la manche, et que les barreurs avaient un rôle très évident. Castropol a eu la chance de compter un barreur inégalable, Ricardo Díaz Iglesias, Ricardín de Primote. Pour cette raison, quand le 13 août 1962, à La Corogne, Ricardín a reçu avec son habituelle impassibilité de mains de Franco la coupe de Champion d'Espagne, tous ont eu la sensation qu'à la fin on récompensait sa maestria. Le club obtiendra deux autres fois ce triomphe maximal, en 1964 et 1965 (en apothéose, toutes les deux étant dans les eaux de Castropol), ajoutera un sous-titre national de trainerillas aux trois de batels qu'il avait déjà obtenus en 1951, 1953 et 1961, et arrivera même à régir la trainière castropolense dans ses premières sorties, jusqu'à l'hommage qui en 1969 a terminé sa carrière sportive.
L'apothéose batelera de Castropol a eu lieu le 25 avril 1999 à La Corogne, quand les deux équipages du club classés pour le Championnat d'Espagne ont conquis les médailles d'or et de bronze, jamais réalisé par aucun autre club espagnol dans aucune discipline de l'aviron. Un des batels triomphant exhibait dans ses armoiries, blanc sur vert, son nom : Ricardín.
En 2003 le Club de Mar de Castropol a été proclamé pour la sixième fois dans son histoire Champion d'Espagne de batels, se situant de cette façon comme le club espagnol le plus titré dans cette discipline, position renforcée par le vice-championnat national obtenu en 2007.

## Trainerillas
L'histoire de Castropol en trainerilla a été débuté le 27 août 1961 à Avilés, dans la première journée du championnat national. Castropol venait d'être vice-champion de batels des Asturies et d'Espagne, dans les deux cas derrière le Club de Mar d'Avilés. Après seulement deux semaines d'entraînement il a fait acte de présence avec un vieux bateau prêté et des avirons de batel. Le jour suivant Castropol était aussi vice-champion d'Espagne de trainerillas, battu de moins de quatre secondes par Iberia de Sestao, et s'étant imposé aux hôtes ainsi que les Kaiku biscaïens et les Hauts Fourneaux.
L'histoire des succès de niveau national en trainerillas est fermée, pour le moment, dans la finale du championnat national de 1999, dans les eaux locales de la Ria de l'Eo. Cette fois cela venait d'un triomphe récent dans le Championnat d'Espagne de batels et, après de nombreuses années ramant dans des bateaux en mauvais état ou prêtés, on disposait de deux trainerillas en fibre de carbone pour pouvoir concurrencer au plus haut niveau et disputer les éliminatoires. La finale s'est disputée avec les deux équipages de Castropol, le galicien de Samertolomeu de Meira et des deux de Pasajes de San Juan (Koxtape et Donibaneko). Pour la première fois le peuple, en pleine euphorie, pouvait jouir du spectacle de deux équipages locaux dans une finale éblouissante. Finalement, entre l'or de Donibaneko et le bronze de Meira, Castropol a eu l'argent. Avec elle, ajoutée avec celles obtenues en batels et avec l'or qui obtenu deux semaines plus tard à Séville avec le skiff dans les championnats nationaux d'aviron olympique, elle était servie pour le cinquantenaire du club qui restera le plus mémorable de la première moitié de saison.
Entre les deux extrémités, une réalisation historique. En 1995, après quarante-six années de domination basque ininterrompue le titre national est sorti des provinces basques : le 4 juin, encore à Avilés, et de nouveau avec un bateau prêté, Castropol laisse à Orio avec con la miel en los labios (le miel sur les lèvres) (Titre pleine page dans un périodique de Bilbao) et est proclamé Champion d'Espagne de trainerillas.
En plus de prendre part dans les championnats nationaux, et à ceux plutôt sporadiques des Asturies, Castropol c'est à peine si elle dispute les régates de trainerillas, malgré une tentative d'enraciner « un Drapeau Mairie de Castropol », auquel le manque de concurrents proches a empêché la continuité.

## Trainières

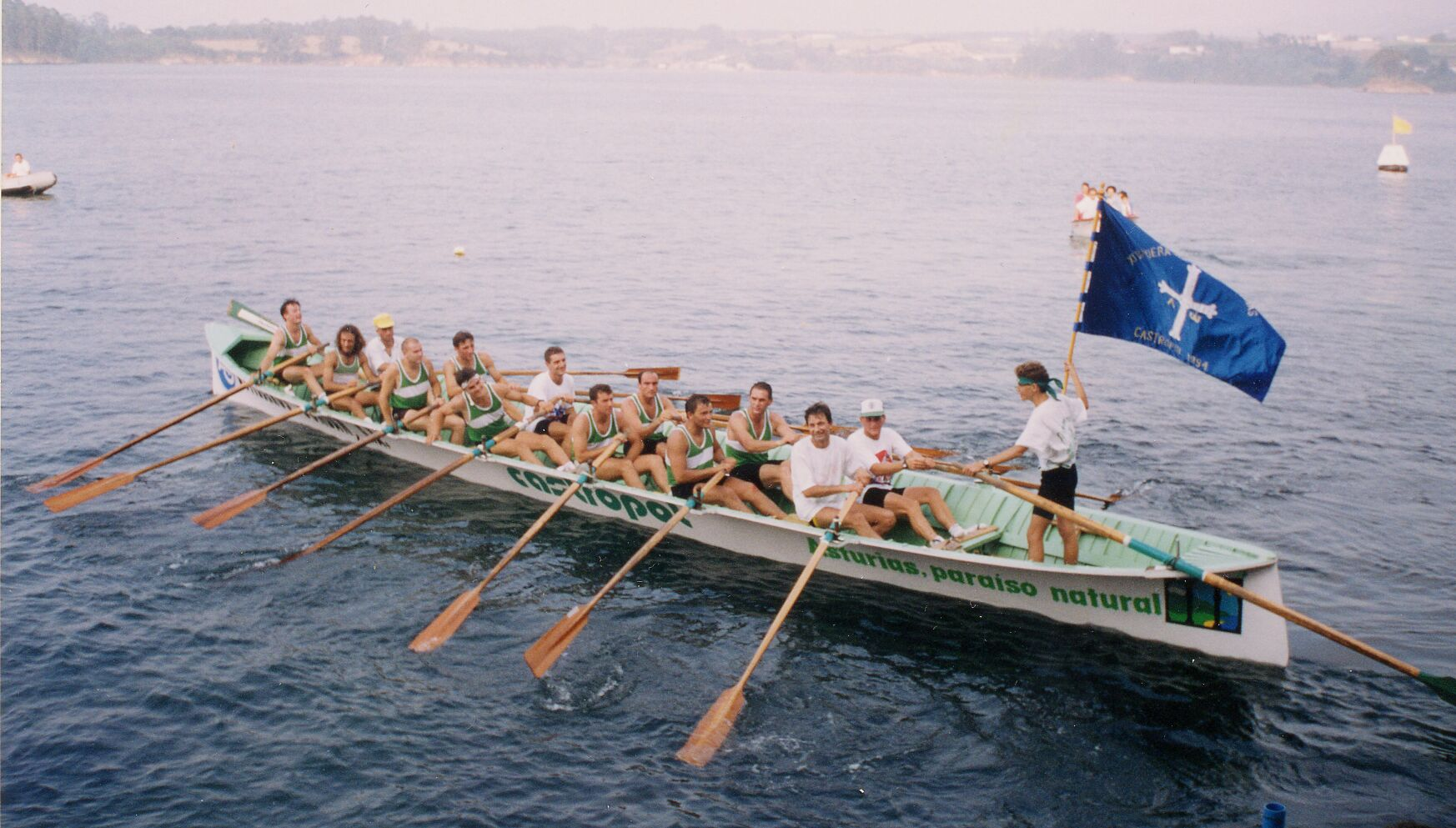
La traînière de Castropol après la victoire dans le Drapeau Prince des Asturies en 1994.

Castropol a participé pour la première fois dans des traînières le 7 août 1962 à La Corogne, dans ce qui est alors la classique régate Educación y Descanso (Éducation et Repos) en honneur de Franco. En obtenant une quatrième place digne parmi six participants. Un mois plus tard, dans la Concha de Saint-Sébastien, dans le Championnat d'Espagne il obtient une quatrième place, cette fois pas tellement digne puisqu'il est dernier.
Tout au long des années suivantes la trainière de Castropol a maintenu un niveau plutôt faible et avec de faibles activités, jusqu'à ce qu'en 1966 à Bilbao il participe modestement dans le 1er Grand Prix du Nervion, annoncé comme la Régate du siècle. C'est sa première participation en marge de l'essai coruñesa (gentilé castillan de La Corogne) et des championnats nationaux, et aussi la première dans un régate se déroulant sur deux journées avec huit concurrents. Le résultat a été, en tenant compte des circonstances, un grand succès : Castropol se classe pour la finale avec les trois grands équipages de l'époque, Pedreña, Fuenterrabía et Pasajes de San Juan, obtenant une quatrième place qui fait sa gloire.
À partir de 1967 Castropol a consolidé sa présence dans les régates de trainières des capitales cantabriques, presque toujours à un niveau modeste, dont il se classe troisième à La Corogne en 1968. Cette trajectoire légèrement ascendante s'est brisée en 1971 avec l'incendie mentionné plus haut. À la suite de celui-ci, Castropol a été absent des compétitions de trainières pendant douze longues années.
En 1984 se produit le retour avec un remarquable défi organisationnel, puisque cette année se tient à Castropol le Championnat d'Espagne et la première édition de la regate Drapeau Prince des Asturies, qui depuis lors s'est converti dans une compétition classique ré-éditée d'année en année. Il est à noter que celles-ci ont été les deux premières régates de trainières qui aient été données d'assister aux castroplenses dans toute l'histoire (en dehors d'une de niveau local en 1969), puisque pendant toutes ces années on a prétexté que Castropol concourait toujours loin (à 150, 300, 500… km) de sa ville.
En 1989 la trainière de Castropol a disputé 14 régates et obtenu 4 victoires et 3 secondes places, et de cette façon commence ce que nous pourrions appeler leur décennie prodigieuse, jusqu'en 1999, où on a démontré la possibilité de concourir au plus haut niveau dans les manches se déroulant de Santander à Saint-Sébastien, c'est-à-dire ce qui est qui était alors le sancta sanctorum des régates de trainières. Tout au long de ces années Castropol a récolté des victoires répétées dans des compétitions comme, entre autres, le Drapeau de Santander, le Drapeau du Royal Astillero de Guarnizo, le Drapeau Villa de Castro-Urdiales et Lekeitio, permettant le luxe de triompher dans une exposition de champas (de l'aviron au rythme maximal pendant une courte distance), tenue en 1991 sous les ponts donostiarrak (gentilé au pluriel basque de Saint-Sébastien) de l'Urumea. Mais ce qui avait été l'aboutissement de cette époque, la montée au podium du Championnat d'Espagne de 1999, la saison où Castropol a obtenu un niveau réellement splendide, s'est inexplicablement transformé en une frustration énorme, n'ayant pas obtenu ni même le passage à la régate finale.
La direction qu'ont prise au XXIe siècle les régates de trainières, avec la création d'une Ligue image et similitude de celles des sports les plus professionnalisés, avec l'irruption de parrainages publicitaires multimillionnaires, le fichage des rameurs y compris des accusations de dopage, a visiblement laissé, pour toujours, au Club de Mar de Castropol à l'écart, pour des raisons économiques évidentes, démographiques et éthiques.

## Aviron olympique

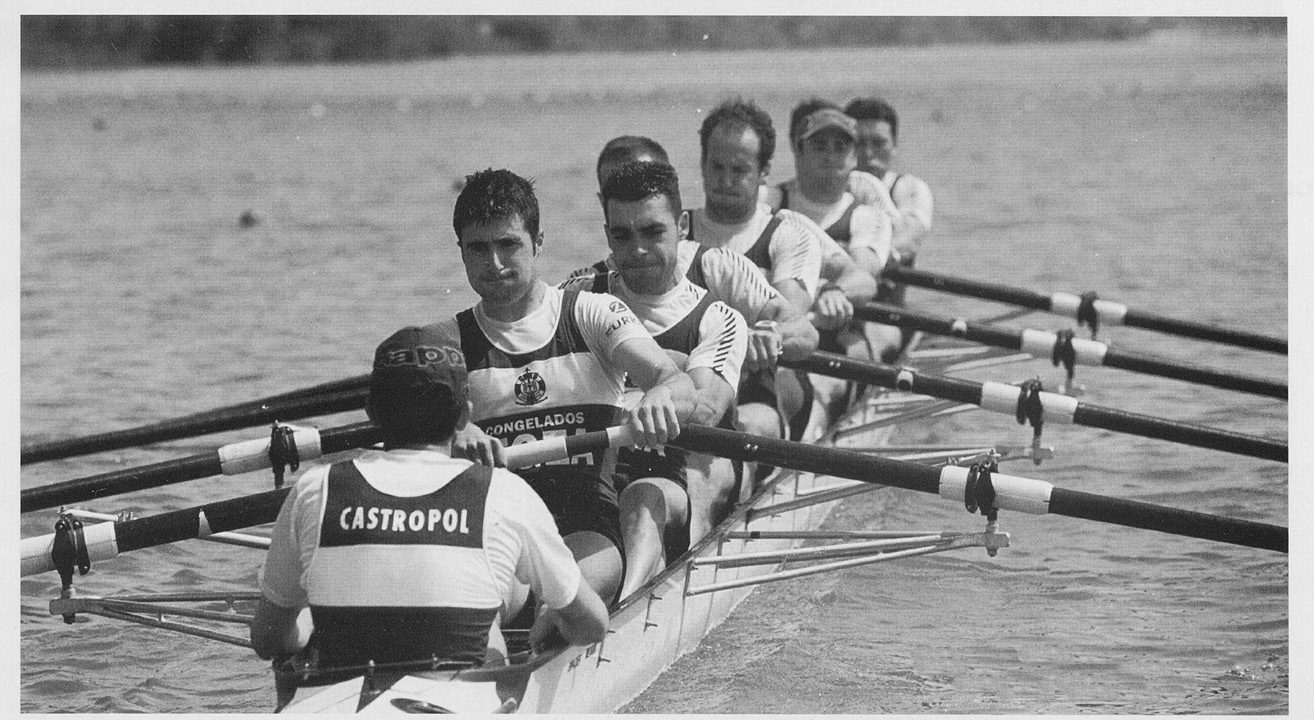
Le huit de Castropol, champion d'Espagne 2003.

Castropol a commencé à concourir en banc mobile durant l'année 1977, avec des skiffs fabriqués à Santoña, parvenant cette année au championnat national disputé dans le barrage de Mequinenza (Saragosse) avec un seul rameur junior, qui n'a pas passer la première épreuve éliminatoire.
Cinq années plus tard il obtient, en 1x junior féminin, le premier titre national, et en 1986 la première médaille en catégorie absolue, le bronze en 2+. À partir de cela, commencerait une montée progressive mais continue qui termine en 1993, quand avec un or (en 2x) et deux médailles d'argents (en 4x et 2+) le Club de Mar de Castropol sera placé en tête des médaillés de la catégorie absolue, superficiellement même des grands clubs catalans, basques et andalous. En 1999 l'aviron olympique a aussi contribué à une accumulation de succès du cinquantenaire du club: à Séville Castropol on a été proclamé Champion d'Espagne en 1x.
Le cadre mondial de compétition que ces disciplines de l'aviron, en opposition avec celles de banc fixe, offrent n'a pas été étranger à Castropol. D'une part, le club en 1985 a reçu son baptême international à Porto, qui est suivi par d'autres sorties au Portugal et en France. D'autre part, des rameurs castropolenses ont pris part en faisant partie de la Sélection nationale espagnole de nombreuses manches internationales, depuis les Jeux Olympiques et les Championnats du Monde aux célèbres régates de Lucerne (Suisse), ou d'autres en Europe et en Amérique.
Bien qu'à Castropol on manque de toutes les installations sortie et objectif requises dans toute piste de compétition d'aviron olympique moderne, on a ici disputé plusieurs championnats des Asturies et y compris un d'Espagne, ainsi que d'autres manches, dont peut-être la plus remarquable est la Régate Villa de Castropol pour huit. Il y aura plusieurs éditions de ces dernières.
Mais ce sera durant l'année 2003 que Castropol obtient son succès le plus sensationnel en aviron olympique. De nouveau à Séville, dans la principale discipline de banc mobile, dont la fin clôture traditionnellement les Championnats d'Espagne d'aviron, Castropol a mémorablement vaincu tous ses rivaux, y compris le Club d'Aviron Olympique d'Orio, vainqueur ininterrompu des neuf titres nationaux précédents, en étant proclamé Champion d'Espagne de 8+.

## Championnats
Le Club de Mar de Castropol a obtenu les titres nationaux suivants (données mises à jour le 30/4/2007) :

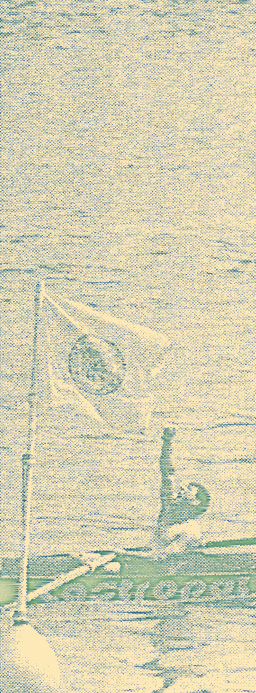

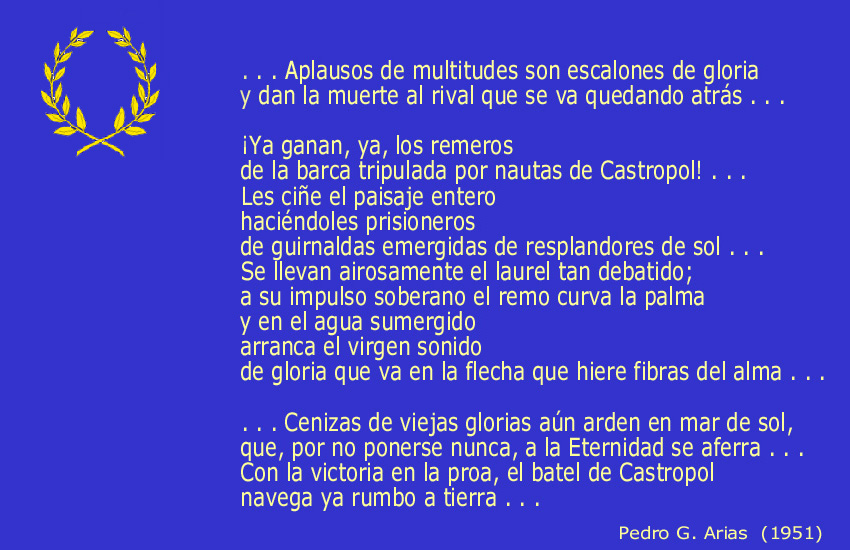
Épinicie en honneur du Club de Mer de Castropol.

### Champion d'Espagne
- Batels: 1962, 1964, 1965, 1994, 1999, 2003
- Trainerillas: 1995
- Aviron olympique: 2x 1993, 1x 1999, Ergometre 2000, 1x 2001, Ergometre 2001, 1x 2002. 8+ 2003.

### Vice-champion d'Espagne
- Batels: 1951, 1953, 1961, 1991, 1998, 2000, 2007
- Trainerillas: 1961, 1999, 2000
- Aviron olympique: 4x 1993, 2+ 1993, 2x 1995, 2x 1997, 1x 199,4x 2004.

Le club a obtenu en outre de nombreux titres nationaux dans les catégories junior, infantiles, Benjamins et cadets, tant masculin que féminin de sorte qu'en ajoutant toutes les médailles obtenues par le club dans des Championnats d'Espagne on dépasse la centaine.

## Drapeaux
La trainière du Club de Mar Castropol a obtenu tout au long de son histoire, entre autres, les drapeaux suivants :
- 2 Championnat des Asturies de trainières: 1971, 2002.
- 1 Drapeau de Lekeitio: 1989.
- 2 Drapeau de Llanes: 1991 et 2000.
- 3 Drapeau de O Grove: 1991, 1992 et 1994.
- 1 Drapeau Miko de San Sebastián: 1991.
- 1 Regate Olympique de Barcelone: 1992.
- 2 Drapeau Prince des Asturies: 1994 et 1999.
- 2 Grand prix de Astillero: 1994 et 1995.
- 2 Drapeau de Santander: 1994 et 1995.
- 1 Drapeau du Real Astillero de Guarnizo: 1995.
- 2 Drapeau Ciudad de Castro Urdiales: 1995 et 1999.
- 1 Drapeau de Camargo: 1996.
- 1 Drapeau de Oleiros: 1999.
- 3 Drapeau Festival Inter-celtique de Avilés: 2001, 2002 et 2008.
- 1 Drapeau de Gijón: 2001.

### Sources
- (es) Cet article est partiellement ou en totalité issu de l’article de Wikipédia en espagnol intitulé « Club de Mar de Castropol » (voir la liste des auteurs).